# ابرهوش: مسیرها، خطرات، راهبردها
ابرهوش: مسیرها، خطرات، راهبردها (به انگلیسی: Superintelligence: Paths, Dangers, Strategies) کتابی است که در سال ۲۰۱۴ توسط نیک باستروم نوشته شده است. این کتاب این موضوع را بررسی می‌کند که چگونه می‌توان ابرهوش ایجاد کرد و ویژگی‌ها و انگیزه‌های آن چه خواهد بود. این کتاب استدلال می‌کند که اگر ابرهوشی ایجاد شود، کنترل آن دشوار خواهد بود و ممکن است برای رسیدن به اهدافش، کنترل جهان را به دست بگیرد. همچنین این کتاب راهبردهایی را برای کمک به ایجاد ابرهوشی‌هایی که اهدافشان به نفع بشریت باشد، ارائه می‌دهد. این کتاب به ویژه در مطرح کردن نگرانی‌ها درباره خطرات وجودی ناشی از هوش مصنوعی تأثیرگذار بوده است.
این کتاب در ماه اوت سال ۲۰۱۴ در رتبه هفدهم فهرست پرفروش‌ترین کتاب‌های علمی روزنامه نیویورک تایمز قرار گرفت. در همان ماه ایلان ماسک با اظهارنظری خبرساز، گفت که با محتوای این کتاب موافق است و اینکه هوش مصنوعی بالقوه خطرناک‌تر از سلاح‌های هسته‌ای است. آموزه‌های این کتاب همچنین بر نگرانی‌های بیل گیتس در مورد خطرات وجودی پیش روی بشریت در قرن آینده تأثیر گذاشته است. در مصاحبه‌ای در مارس ۲۰۱۵ با مدیرعامل بایدو، رابین لی، گیتس گفت که کتاب «ابرهوش» را «به شدت توصیه» می‌کند. سم التمن نیز در سال ۲۰۱۵ نوشت که این کتاب بهترین چیزی است که تاکنون در مورد خطرات هوش مصنوعی خوانده است.
سردبیر علمی فایننشال تایمز نوشت که نوشته‌های باستروم در این کتاب گاهی با زبانی مبهم پیش می‌رود که شاید به خاطر سوابق او به عنوان استاد فلسفه باشد، اما به هر حال به شکلی متقاعدکنند نشان می‌دهد که خطر ناشی از ابرهوش آنقدر بزرگ است که جامعه باید از همین الان شروع به فکر کردن درباره راه‌هایی برای افزودن ارزش‌های مثبت به هوش ماشینی آینده کند. در بررسی مجله گاردین آمده بود که «حتی پیچیده‌ترین ماشین‌های ساخته شده تاکنون تنها تا حد محدودی هوشمند هستند» و «انتظارات مبنی بر اینکه هوش مصنوعی به زودی از هوش انسان پیشی خواهد گرفت، اولین بار در دهه ۱۹۶۰ از بین رفت» اما این بررسی با باستروم در این نکته هم‌عقیده است که «کنار گذاشتن کامل این امکان عاقلانه نخواهد بود».